# L'Aventurier (série télévisée)
 (février 2023).
Si vous disposez d'ouvrages ou d'articles de référence ou si vous connaissez des sites web de qualité traitant du thème abordé ici, merci de compléter l'article en donnant les références utiles à sa vérifiabilité et en les liant à la section « Notes et références ».
Pour les articles homonymes, voir L'Aventurier.
L'Aventurier (The Adventurer) est une série télévisée britannique en 26 épisodes de 30 minutes, créée par Monty Berman et Dennis Spooner et diffusée à partir du 29 septembre 1972 sur le réseau ITV1. En France, la série a été diffusée à partir du 15 septembre 1973 sur la première chaîne de l'ORTF puis RTL9.

## Synopsis
Cette série met en scène les mésaventures de Gene Bradley, un célèbre acteur de cinéma travaillant secrètement pour une agence gouvernementale américaine. Passé maître dans l'art du déguisement, il infiltre les milieux de la politique et des affaires à travers le monde.

## Anecdotes
Dans une interview de 2006 figurant dans les bonus du DVD, Stuart Damon et Catherine Schell révèlent qu'ils furent contraints de quitter le tournage par Gene Barry, qui ne voulait pas de partenaires  plus grands que lui (dans le cas de Stuart) ou de la même taille (dans le cas de Catherine quand elle portait des talons). Ceci a profondément affecté Stuart Damon qui n'a quasiment plus retravaillé en tant qu'acteur avant de retrouver un rôle dans Hôpital central en 1977. Il dit lui-même que cela l'a quasiment tué à l'époque.
Lors d'un retour sur le plateau et d'une scène mouvementée où Gene Barry lui criait dessus tout en oubliant son texte (ce qui était parait-il fréquent!), Catherine Schell eut l'occasion de lui dire combien il lui paraissait petit dans tous les sens du terme. Elle fut à cette occasion silencieusement applaudie par toute l'équipe de tournage.
Les relations difficiles entre Gene Barry et l'équipe ont également été confirmées par Barry Morse. Ce dernier réalisa plusieurs épisodes de la série pour remplacer les réalisateurs habituels qui ne supportaient plus Gene Barry et son nombrilisme permanent. Barry Morse relate également qu'il avait pris l'habitude de se comporter avec la vedette du show comme avec son petit-fils et qu'il suffisait généralement de lui faire quelques compliments et quelques courbettes pour qu'il se comporte à peu près normalement sur le plateau.

## Distribution
- Gene Barry (VF : Daniel Ceccaldi) : Gene Bradley
- Barry Morse (VF : Philippe Dumat) : M. Parminter
- Catherine Schell : Diane Marsh
- Stuart Damon : Vince
- Garrick Hagon : Gavin Taylor

## Épisodes
1. Le Code Secret (The Good Book)
2. Retour à l'expéditeur (Return to Sender)
3. Deux fois deux (Double Exposure)
4. À malin, malin et demi (Thrust and Counter-Thrust)
5. Pauvre Petite Fille riche (Poor Little Rich Girl)
6. L'Attentat (Miss Me Once, Miss Me Twice, and Miss Me Once Again)
7. Action et Réaction (Counterstrike)
8. Othello (The Bradley Way)
9. Bons Baisers, Magda (Love Always, Magda)
10. Le Rembrandt (Nearly the End of the Picture)
11. Où est passé Kelly ? (Has Anyone Seen Kelly?)
12. La Seconde Clé (Deadlock)
13. La Place du mort (Skeleton in the Cupboard)
14. Trafic d'armes (Target!)
15. Silence, on tourne ! (Action!)
16. Tenez bon, j'arrive (I'll Get There Sometime)
17. Un corbillard en or massif (The Solid Gold Hearse)
18. Appel d'offres (To the Lowest Bidder...)
19. Au fond de la mer (Full Fathom Five)
20. La Vente aux enchères (Going, Going...)
21. La Veuve pas tellement joyeuse (The Not-So Merry Widow)
22. Le Pion empoisonné (The Case of the Poisoned Pawn)
23. Les Icônes sont éternelles (Icons Are Forever)
24. Un monsieur très prudent (Mr Galloway is a Very Cautious Man)
25. Un million de livres sterling (Make it a Million)
26. Quelqu'un m'en veut (Somebody Doesn't Like Me)

## DVD
L'intégralité de la série est sortie en deux coffrets de 4 DVD chez l'éditeur LCJ Editions le 13 février 2009. Les copies n'ont pas été restaurées. L'image est au format d'origine plein écran uniquement en français mono,